# Robert Proelss
Karl Robert Proelss (født 18. januar 1821 i Dresden, død 26. april 1906 sammesteds) var en tysk forfatter. Han var far til Johannes Proelss.
Proelss var købmand indtil 1863, da hans litterære interesser vandt overhånd. Hans digteriske arbejder, lystspil og tragedier, blandt andet dramatiseringen af Kleists fortælling Michael Kohlhaas, tragedien Katharina Howard og lystspillet Eine edle That, er blevne overskyggede af hans dramaturgiske og kritiske arbejder. Værdifulde i vore dage er 
især Geschichte des Hoftheaters in Dresden, Altenglisches Theater, Geschichte des neueren Drames (6 bind, 1880—83) og Heinrich Heine, sein Lebensgang und seine Schriften (1886).